# Ritt Bjerregaard

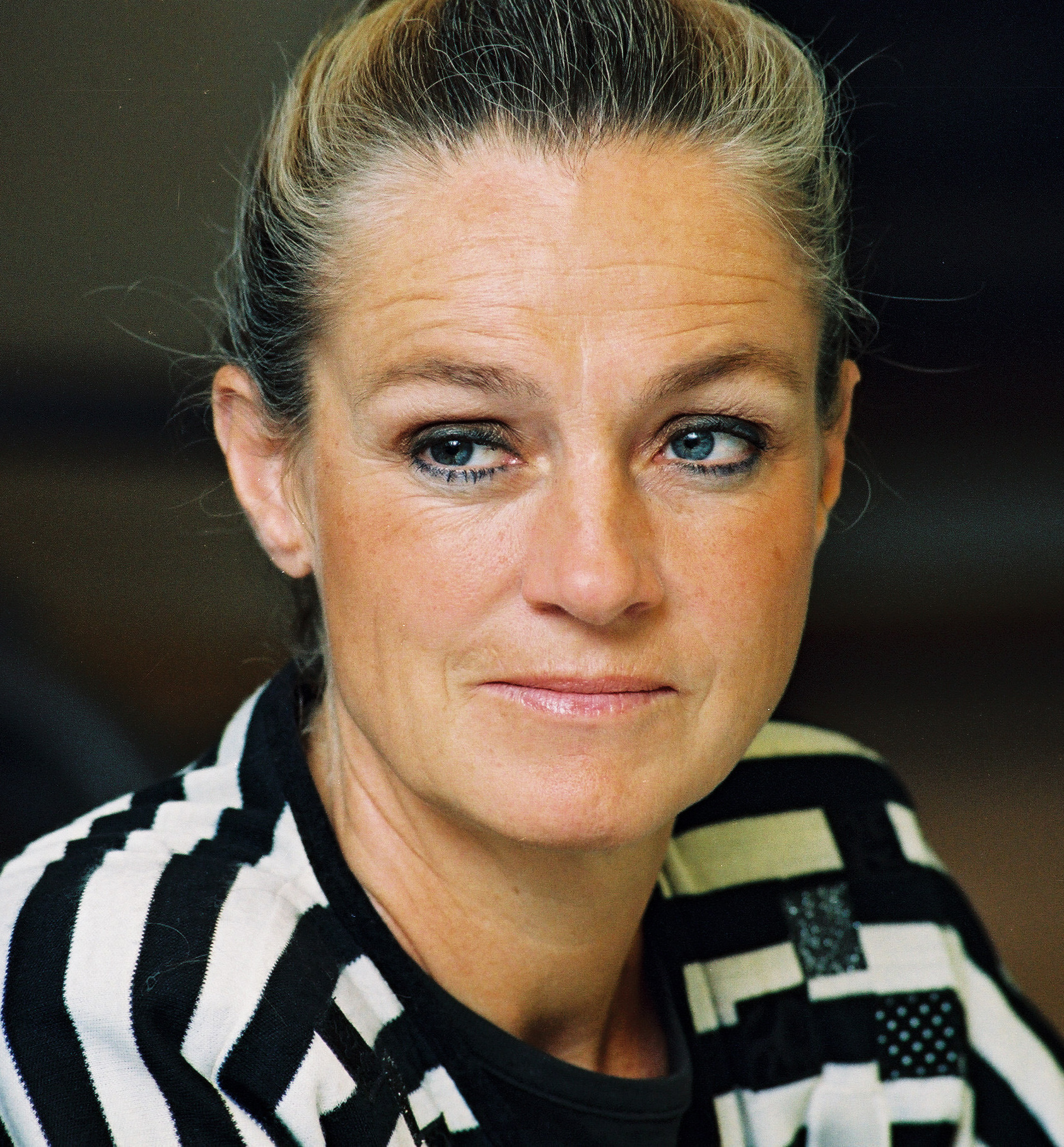
Ritt Bjerregaard (1995)

Ritt Bjerregaard (* 19. Mai 1941 in Kopenhagen; † 21. Januar 2023 ebenda) war eine dänische sozialdemokratische Politikerin. Sie war mehrfach Ministerin, vier Jahre lang EU-Kommissarin und von 2006 bis zum 1. Januar 2010 Oberbürgermeisterin Kopenhagens.

## Leben
Ritt Bjerregaard wuchs im Kopenhagener Arbeiterviertel Vesterbro auf. Der Vater war Zimmerer, die Mutter Buchhalterin. Nach dem Abitur 1958 studierte sie an einer pädagogischen Hochschule. Nach dem Staatsexamen für das Lehramt hat sie einige Jahre als Lehrerin gearbeitet. Sie war früh gewerkschaftlich aktiv. 1966 heiratete sie den Historiker Søren Mørch und lebte fortan in Odense. In ihrer freien Zeit betätigte sie sich im privaten Ökogarten, wo sie besonders Apfel-Obstbau betrieb. Nebenbei schrieb sie autobiografisch bezogene Erlebnis- und Sachliteratur, sie hat mehrere eigene Bücher veröffentlicht.

## Öffentliche Ämter
- Die politische Karriere Ritt Bjerrgaards fing 1970 mit der Mitgliedschaft im Stadtrat von Odense an.
- Bjerregaard war Mitglied des dänischen Parlaments vom 21. September 1971 bis 22. Januar 1995 und erneut ab 20. November 2001.
- Sie war dänische Unterrichtsministerin vom 27. September bis 19. Dezember 1973 und erneut vom 13. Februar 1975 bis 22. Dezember 1978 sowie Sozialministerin vom 26. Oktober 1979 bis 30. Dezember 1981 und Ernährungsministerin vom 23. Februar 2000 bis 27. November 2001.
- Ritt Bjerregaard war EU-Kommissarin für Umwelt und Reaktorsicherheit in der Santer-Kommission von 1995 bis 1999.
- Bjerregaard gewann die Direktwahl zum Oberbürgermeisteramt in der dänischen Hauptstadt Kopenhagen am 16. November 2005. Bei den Kommunalwahlen im November 2009 hat sie sich nicht wieder aufstellen lassen.

## Die Affären
Ritt Bjerregaard hat sich mehrere Male ins Schlaglicht der Medien gebracht:
- Als sie 1977 als Ministerin eine Fähre auf dem Großen Belt zurückrufen ließ, weil sie zu spät zur Abfahrt gekommen war.
- Als sie sich 1978 während einer UNESCO-Konferenz in Paris in einer Suite im Luxus-Hotel Ritz einquartieren ließ und dabei 60.000 Steuerkronen (damals 15.000 DM) ausgab. Diese sogenannte Ritz-Affäre hat sie den Posten als Unterrichtsministerin gekostet.
- Als es 1994 herauskam, dass sie eine große Wohnung in Kopenhagen unterhielt, während sie zur selben Zeit eine steuerfreie Zulage für außerhalb Kopenhagens lebende Parlamentarier erhielt.
- Als sie 1999 ein Buch über ihre Zeit als EU-Kommissarin schrieb, worin sehr derbe Charakteristiken von den Kommissionskollegen und -kolleginnen vorkamen. Das Buch musste zurückgerufen werden, wurde aber mit oder ohne ihr Wissen und ohne ihre Zustimmung von der Kopenhagener Tageszeitung Politiken als eine Beilage zur Zeitung gedruckt.
- Als sie 2005 als neugewählte Oberbürgermeisterin von Kopenhagen neue Büromöbel für 1 Mio. Kronen (130.000 Euro) für das eigene Büro einkaufen ließ.

Es soll aber betont werden, dass die Affären nie zu polizeilichen Untersuchungen oder Strafverfahren geführt haben. Ritt Bjerregaard hat immer die Auffassung zum Ausdruck gebracht, dass die Vorwürfe gegen sie im Großen und Ganzen unberechtigt gewesen seien.
Es wird immer wieder behauptet, dass Ritt Bjerregaard in den siebziger Jahren in Verbindung mit der Durchführung eines neuen Volksschulgesetzes gesagt haben soll: „was nicht alle lernen können, soll keiner lernen“. Sie bestreitet diese Äußerung und ihre Authentizität wurde auch nie mit Sicherheit nachgewiesen. Dass sie sich für eine egalitäre Schulpolitik starkgemacht hat, kann aber nur schlecht bestritten werden.
Als sie für den Posten als Oberbürgermeisterin in Kopenhagen kandidierte, soll sie versprochen haben, innerhalb von 5 Jahren 5000 Wohnungen zu nicht mehr als 5000 Kronen monatlicher Miete bauen zu lassen. Als sie aus dem Amt ausschied, waren 14 von diesen sogenannten gemeinnützigen Wohnungen gebaut worden. Ritt Bjerregaard bestritt, dass es sich um ein Versprechen gehandelt habe, nach ihrer Ansicht habe sie lediglich eine Zukunftsperspektive zum Ausdruck gebracht.

## Werke (dänisch)
- Strid, 1979
- Til venner og fjender, 1982
- Heltindehistorier, 1983
- I opposition, 1987
- Fyn med omliggende øer, mit Søren Mørch, 1990
- Strikkeklubbens Gæster, 1990,
- Verden er så stor, så stor, 1990
- Ministeren, 1994
- Mine æbler, 2003

## Auszeichnungen
- 1979: Mathildeprisen von Dansk Kvindesamfund